# László Fábián (kajakarz)
László Fábián (ur. 10 lipca 1936 w Budapeszcie, zm. 10 sierpnia 2018 tamże) – węgierski kajakarz, złoty medalista olimpijski z Melbourne i czterokrotny mistrz świata.

## Kariera sportowa
Zajął 4. miejsce w wyścigu kajaków czwórek (K-4) na 10 000 metrów i 6. miejsce w wyścigu K-4 na 1000 metrów na mistrzostwach świata w 1954 w Mâcon.
Zdobył złoty medal w wyścigu kajaków dwójek (K-2) na igrzyskach olimpijskich w 1956 w Melbourne. Jego partnerem był János Urányi. Osada węgierska wyprzedziła Fritza Briela i Theodora Kleine ze wspólnej reprezentacji Niemiec oraz Dennisa Greena i Waltera Browna z Australii. Fábián i Urányi zdobyli złoty medal w wyścigu K-2 na 500 metrów i srebrny medal w K-2 na 10 000 metrów na mistrzostwach Europy w 1957 w Gandawie oraz złoty medal w K-2 na 10 000 metrów (a także zajęli 7. miejsce w wyścigu K-2 na 1000 metrów) na mistrzostwach świata w 1958 w Pradze. Na mistrzostwach Europy w 1959 w Duisburgu wywalczyli brązowy medal na 10 000 metrów.
Startując w parze z Imre Szöllősim zwyciężył w wyścigach dwójek na 1000 metrów i na 10 000 metrów, a także zdobył srebrny medal w sztafecie K-1 4 × 500 metrów (oprócz Fábiána startowali w niej Szöllősi, Imre Kemecsey i György Mészáros) na mistrzostwach Europy w 1961 w Poznaniu. Na mistrzostwach świata w 1963 w Jajcach (które były również mistrzostwami Europy) Fábián zdobył dwa złote medale: w dwójce na 10 000 metrów (z Istvánem Tímárem i w czwórce na 10 000 metrów (z Timárem, Otto Koltaiem i László Ürögim.
Na mistrzostwach Europy w 1965 w Snagov zdobył razem z Szöllősim złoty medal w wyścigu K-2 na 10 000 metrów i brązowy medal w K-2 na 1000 metrów. Zwyciężył z Szöllősim w dwójkach na 10 000 metrów, a także zdobył srebrny medal w czwórkach na tym dystansie (z Szöllősim, Jánosem Petroczym i Ürögim) na mistrzostwach świata w 1966 w Berlinie. Zdobył złoty medal w K-2 na 10 000 metrów na mistrzostwach Europy w 1967 w Duisburgu (jego partnerem był Imre Kemecsey), a na mistrzostwach Europy w 1969 w Moskwie wywalczył srebrny medal w wyścigu K-4 na 10 000 metrów.
W 2006 został odznaczony Krzyżem Oficerskim Orderu Zasługi.

## Rodzina
Jego żona Katalin Rozsnyói była również kajakarką, medalistką olimpijską z 1968.